# عروى (الدوادمي)
عروى تقع في منطقة الرياض وتتبع إدارياً محافظة الدوادمي وتبعد عنها حوالي 70 كم جنوبا، ويبلغ متوسط إتساعها 84كم، ويبلغ عدد سكانها 999 نسمة، 5000 نسمة للمناطق المحيطة بها.
تأسست عروى سنة 1337هـ. وجد بها آثار ومواقع لنقوش حجرية، وآثار لمناجم ذهب، وفضة من العصر الأموي والعباسي. وقامت بها معركة عروى عام 1300هـ.
لمدينة عروى أهمية تاريخية كبيرة إذ لم يغفل التاريخ منذ آلاف السنين عن ذكر عروى حيث شهدت أحداث تاريخية عظيمة ومعارك كثيرة. ولا زال هناك آثار ومواقع لنقوش حجرية، وآثار لمناجم ذهب، وفضة من العصر الأموي، والعباسي.
وأهميتها في العصر الحديث تتمثل في الدور الهام في معارك توحيد المملكة العربية السعودية، بإمداد جيوش الملك عبد العزيز «طيب الله ثراه» بالرجال والعتاد.
من أهم معالمها جبل عروان الذي ذكره الشاعر والفارس فراج التويجر الدماسي فرسان الحناتيش (هل العرفاء), وذكر فرسان الكرزان من المقطه جماعة بن حميد بقوله:-
(مركوز عـروى) لا غشـاه الغمامي ^ حيث ان له مع طلعه الصبح تفريق
دوله (هل العرفاء) كما ترك شامي ^ دولة شريف تفهق الخيـل تفهيـق
واقفوا به (الكرزان)والعج حامي ^ وحطوا له الظفران درب وطواريـق

## أمراءها قبل التأسيس
امراء الدوادمي:
- الأمير شعيل بن سالم آل سويّد" من بني زيد
- الأمير سويد بن سالم آل سويّد* من بني زيد
- الأمير سيف بن سويد بن سالم آل سويّد*من بني زيد
- الأمير سلطان بن سويد آل سويّد*من بني زيد
- الأمير سلطان بن حزيم بن مسعد* من بني زيد
- الأمير عبد اللّٰه بن سيف آل سويّد*من بني زيد
- الأمير ناصر بن عبد اللّٰه آل سويّد* من بني زيد
- الأمير سيف بن فهد بن سيف آل سويّد*من بني زيد
- الأمير ابرهيم بن محمد آل حميّد*من بني زيد
- الأمير ابراهيم المهنا* (مدة أمارته 25 عام) من بني زيد (يوجد له صوره)
- الأمير عبد اللّٰه بن علي بن زامل* من بني زيد
- الأمير عبد الرحمن أبو بكر من آل غيهب* من بني زيد
- الأمير ابراهيم بن عبد الرحمن أبوبكر من آل غيهب* من بني زيد
- الأمير عبد الرحمن بن محارب،من بني زيد
- الأمير ابن نجيفان ،من بني زيد
- الأمير سعيد الفيصل، من بني زيد

- الأمير ابن دريس،من بني زيد
- الأمير حمد الكثيري،من بني زيد
- الأمير ابراهيم بن عبد اللّٰه العرفج،من بني زيد
- الأمير عبد العزيز بن معمر،من بني زيد
- الأمير سعود الشويعر،من بني زيد
- الأمير عبد اللّٰه الشنيفي،من بني زيد
- الأمير عبد الرحمن الشنيفي،من بني زيد
- الأمير ابراهيم بن عبد اللّٰه العرفج،من بني زيد
- الأمير محمد بن عبد العزيز بن معمر،من بني زيد
- الأمير سعد بن محمد بن مقرن،من بني زيد
- الأمير حمد بن سليمان الجبرين*،من بني زيد
- الأمير ابراهيم بن عبد اللّٰه العرفج،من بني زيد

## الدوائر الحكومية
ترتبط عروى إدارياً بمحافظة الدوادمي المرتبطه بإمارة منطقة الرياض 
1ـ مركز الامارة ورئيس مركزها الحالي الشيخ: فهد بن نايف بن جهجاه بن حميد
2ـ المحكمة الشرعية وهي أول دائرة حكومية انشئت عام 1337هـ 
3ـ مدارس بنين وبنات (ابتدائية + متوسط + ثانوية)
4ـ مركز شرطة 
5ـ مركز صحي 
6ـ مركز دفاع مدني
7ـ البلدية وهي أنشئت حديثا. 
8ـ جمعية البر الخيرية.
9ـ مكتب بريد. 
10ـ دار تحفيظ القران الكريم للنساء.

## المناخ
تتميز عروى بمناخ نجدي أصيل معتدل الحرارة صيفاً وقارس البرودة شتاءً، ومن أهم النباتات الدائمة والموسمية التي تكثر في عروى
نبات الرمث، العرفج، الإثل، الطلح، السدر، الطرفاء، الأرطاء، العشر، السلم.
والنباتات الموسمية مثل: (الحواء، الربلة، الثمام، النصي، الحرمل، الثموم، النقيع، الثيل، السعدان، العجلة، البقراء، العنتار، القراص، وغيرها).
ومن النباتات الفطرية التي تنمو عقب سقوط الأمطار في الموسم الفقع (الكمأة) والطرثوث.

## القرى التابعه لها
1ـ فرده ويسكنها المقطة وأول من بناء فيها الفرود من المقطة وتقع غرب عروى 5كم. 
2ـ حربه وتقع غرب عروى 3كم.
3ـ وثيلان ويسكنها المقطة وأول من بناء فيها فارس بن دالي من المقطة وتقع شمال عروى 4كم.
4ـ ساحب وسواحب ويسكنها الآن الحوابية 7كم.
5ـ قرية ذو طلال من الفرود وهم من اسسها وهي احدث قرية وتقع غرب فرده 2كم.

## وصلات خارجية
https://www.al-jazirah.com/2021/20210404/ln14.htm
https://www.al-jazirah.com/2021/20210923/uw37.htm
https://www.al-jazirah.com/2022/20220427/qr32.htm
https://www.al-jazirah.com/2022/20220508/ln9.htm
محافظة الدوادمي